# Bonnetia rubicunda
Bonnetia rubicunda là một loài thực vật có hoa thuộc họ Clusiaceae.
Loài này chỉ có ở Guyana.